# Snyltgäster hos Kalle Anka
Snyltgäster hos Kalle Anka (engelska: Three for Breakfast) är en amerikansk animerad kortfilm med Kalle Anka från 1948.

## Handling
Kalle Anka steker pannkakor till frukost, men får oönskat besök av ekorrarna Piff och Puff, som stjäl några av pannkakorna genom skorstenen.

## Om filmen
Filmen hade svensk premiär den 22 augusti 1949 och visades på biografen Spegeln i Stockholm.
Filmen har utöver sin premiärtitel Snyltgäster hos Kalle Anka haft andra titlar, bland annat Kalle Anka och pannkakstjuvarna och Piff och Puff på frukost.
Filmen har givits ut på DVD och finns dubbad till svenska.

## Rollista
- Clarence Nash – Kalle Anka
- James MacDonald – Piff
- Dessie Flynn – Puff[8]